# Division 1 (Bélgica) 1994-95
La Primera División de Bélgica 1994/95 fue la 92.ª temporada de la máxima competición futbolística en Bélgica.

## Tabla de posiciones
| Pos | Equipo                 | PJ | PG | PE | PP | GF | GC | Pts | DG  | Notas                                                 |
| --- | ---------------------- | -- | -- | -- | -- | -- | -- | --- | --- | ----------------------------------------------------- |
| 1   | R.S.C. Anderlecht      | 34 | 23 | 6  | 5  | 80 | 31 | 52  | +49 | Clasificado a la Liga de Campeones de la UEFA 1995-96 |
| 2   | Standard Liège         | 34 | 21 | 9  | 4  | 52 | 23 | 51  | +29 | Clasificado a la Copa de la UEFA 1995-96              |
| 3   | Club Brugge            | 34 | 21 | 7  | 6  | 68 | 31 | 49  | +37 | Clasificado a la Recopa de Europa 1995-96             |
| 4   | K.S.C. Eendracht Aalst | 34 | 14 | 11 | 9  | 63 | 57 | 39  | +6  | Clasificado a la Copa de la UEFA 1995-96              |
| 5   | Lierse S.K.            | 34 | 14 | 9  | 11 | 52 | 52 | 37  | 0   | Clasificado a la Copa de la UEFA 1995-96              |
| 6   | K.F.C. Germinal Ekeren | 34 | 12 | 13 | 9  | 57 | 39 | 37  | +18 | Clasificado a la Copa Intertoto de la UEFA 1995       |
| 7   | K.F.C. Lommel S.K.     | 34 | 13 | 9  | 12 | 44 | 41 | 35  | +3  |                                                       |
| 8   | K. Sint-Truidense V.V. | 34 | 11 | 13 | 10 | 34 | 35 | 35  | -1  |                                                       |
| 9   | R.F.C. Seraing         | 34 | 12 | 10 | 12 | 53 | 45 | 34  | +8  |                                                       |
| 10  | K.S.K. Beveren         | 34 | 10 | 12 | 12 | 40 | 46 | 32  | -6  | Clasificado a la Copa Intertoto de la UEFA 1995       |
| 11  | Y.R. K.V. Mechelen     | 34 | 11 | 9  | 14 | 41 | 46 | 31  | -5  |                                                       |
| 12  | R.W.D. Molenbeek       | 34 | 10 | 11 | 13 | 34 | 41 | 31  | -7  |                                                       |
| 13  | R. Charleroi S.C.      | 34 | 10 | 11 | 13 | 33 | 43 | 31  | -10 | Clasificado a la Copa Intertoto de la UEFA 1995       |
| 14  | K.A.A. Gent            | 34 | 11 | 8  | 15 | 41 | 53 | 30  | -12 |                                                       |
| 15  | Cercle Brugge K.S.V.   | 34 | 9  | 10 | 15 | 43 | 52 | 28  | -9  |                                                       |
| 16  | R. Antwerp F.C.        | 34 | 8  | 8  | 18 | 40 | 56 | 24  | -16 |                                                       |
| 17  | K.V. Oostende          | 34 | 5  | 9  | 20 | 34 | 81 | 19  | -47 | Descenso a la Segunda División                        |
| 18  | Club Liégeois          | 34 | 5  | 7  | 22 | 35 | 72 | 17  | -37 | Descenso a la Segunda División                        |

PJ = Partidos jugados; PG = Partidos ganados; PE = Partidos empatados; PP = Partidos perdidos; GF = Goles a favor; GC = Goles en contra; Pts = Puntos; DG = Diferencia de goles